# The Dead Symphonic
The Dead Symphonic es el segundo EP del conocido DJ británico Joshua Jenkins, conocido artísticamente como Zomboy. La grabación del EP fue durante el año 2012, este fue editado por la discográfica Never Say Die Records para finalmente ser lanzado el 3 de septiembre de 2012. El EP es distribuido por descarga digital, en sitios como Beatport e iTunes.

## Lista de canciones
Todas las canciones escritas y compuestas por Joshua Jenkins. 
| N.º   | Título                           | Duración |  |
| 1.    | «Nuclear (Hands Up)»             | 5:16     |  |
| 2.    | «Hoedown»                        | 4:20     |  |
| 3.    | «Vancouver Beatdown»             | 5:24     |  |
| 4.    | «City 2 City» (con Belle Humble) | 5:17     |  |
| 5.    | «Deadweight»                     | 4:25     |  |
| 6.    | «Gorilla March»                  | 4:25     |  |
| 29:07 |                                  |          |  |

## Enlaces externios
- Sitio oficial de Zomboy.

- Datos: Q16610449